# Silver Server
 Silver Server  war ein Internet Service Provider mit Sitz in Wien. Das Unternehmen wurde 1994 von Oskar Obereder gegründet und gemeinsam mit seinem Partner Jens Grumbach zu dem alternativen Internet Service Provider etabliert. Silver Server war auf Kunden mit professionellen Ansprüchen fokussiert. Das Angebot erstreckte sich hauptsächlich auf Breitband-Internetleitungen, Hosting, Server-Housing und Internet-Telefonie. 
Laut dem Entbündelungs-Status-Report 2005 der Rundfunk und Telekom Regulierungs-GmbH (RTR) rangierte die Silver Server GmbH bei der Anzahl der entbündelten Leitungen der österreichischen Haushalte auf Platz 3.

## Geschichte
Silver Server wurde 1994 im Umfeld kultureller Aktivisten und Einrichtungen in Wien gegründet.
1995 erfolgte die Installation der ersten Standleitung, die 64 kbit/s Datentransferrate bot und auf ISDN basierte. Dazu wurden Terminal-Server für Dialup-Dienste in Betrieb genommen und Web-, Mail- und DNS-Hosting angeboten. Mit der Einrichtung mehrerer Standorte in Wien begann 1996 der Netzausbau. Dabei wurde XDSL-Technologie eingesetzt. 1998 eröffnete die Telekomliberalisierung in Österreich dem Unternehmen neue Möglichkeiten zur Expansion.
Mit Gründungsversammlung im Dezember 2000 erfolgte die Gründung der SILVER SERVER GmbH (Firmenbuchnummer FN 204414i; Eintragung im Firmenbuch am 16. Jänner 2001).  Außerdem ging ein zusätzliches Datacenter ans Netz. 2002 nahm Silver Server einen Glasfaserring durch Wien als Backbone in Betrieb. 2004 begann das Unternehmen in den VoIP-Bereich vorzudringen und führte erste Praxistests durch. Ein Jahr später wurde diese neue Unternehmenssparte als eigenständige Silver VoIP GmbH ausgegliedert.
Mit Stand vom Jänner 2009 war laut Firmenbuch Oskar Obereder Geschäftsführer des Unternehmens. Eigentümer der operativ tätigen SILVER SERVER GmbH waren mit 99,01 % die Otoyol Privatstiftung und mit 0,99 % Oskar Obereder.
Am 22. November 2011 gab Silver Server bekannt, dass Tele2 (das zu dem Zeitpunkt drittgrößte Telekomunternehmen in Österreich) Silver Server ab 2012 komplett übernimmt. Oskar Obereder zog sich im Zuge der Übernahme gänzlich aus dem operativen Geschäft zurück. Mit 1. August 2012 fand die Verschmelzung mit der Tele2 Telecommunication GmbH statt (2017 in Drei aufgegangen). Mit Verschmelzungsvertrag vom 27. Juni 2012 wurde die SILVER SERVER GmbH mit der Tele2 Telecommunication GmbH als aufnehmende Gesellschaft verschmolzen und die Firma gelöscht.
Silver Server betrieb einen GNU Mailing List Manager, dieser ist mit einzelnen nach wie vor aktiven Listen, wie beispielsweise die Mailliste des Republikanischen Clubs – Neues Österreich, immer noch in Betrieb (Stand Februar 2021).

## Standorte
Der Firmenhauptsitz von Silver Server befand sich bis Ende Februar 2012 in der Lorenz-Mandl-Gasse 33/1 im 16. Wiener Gemeindebezirk. Im Zuge der Übernahme durch Tele2 wurde dieser jedoch in den Ares Tower in der Donau-City-Straße 11 im 22. Bezirk verlegt. Das Unternehmen unterhielt in Wien eine eigenständige Infrastruktur. Gleiches galt für einige Wählämter in der oberösterreichischen Landeshauptstadt Linz.
Silver Server verfügte über eigene Rechenzentren im 1. und im 19. Bezirk. Beide waren redundant an den Vienna Internet Exchange (VIX) und Interxion angebunden.

## Infrastruktur
Am 7. Januar 2001 nahm Silver Server einen damals 92,2 km (später über 115 km) langen Glasfaserring rund um Wien als neues Backbone in Betrieb. Seit 1. Januar 2002 war dieser Glasfaserring, der wie die Datacenter mit einer redundanten Gigabit-Leitung an den Vienna Internet Exchange (VIX) und Interxion angebunden war, im kommerziellen Einsatz.